# Café de la Régence

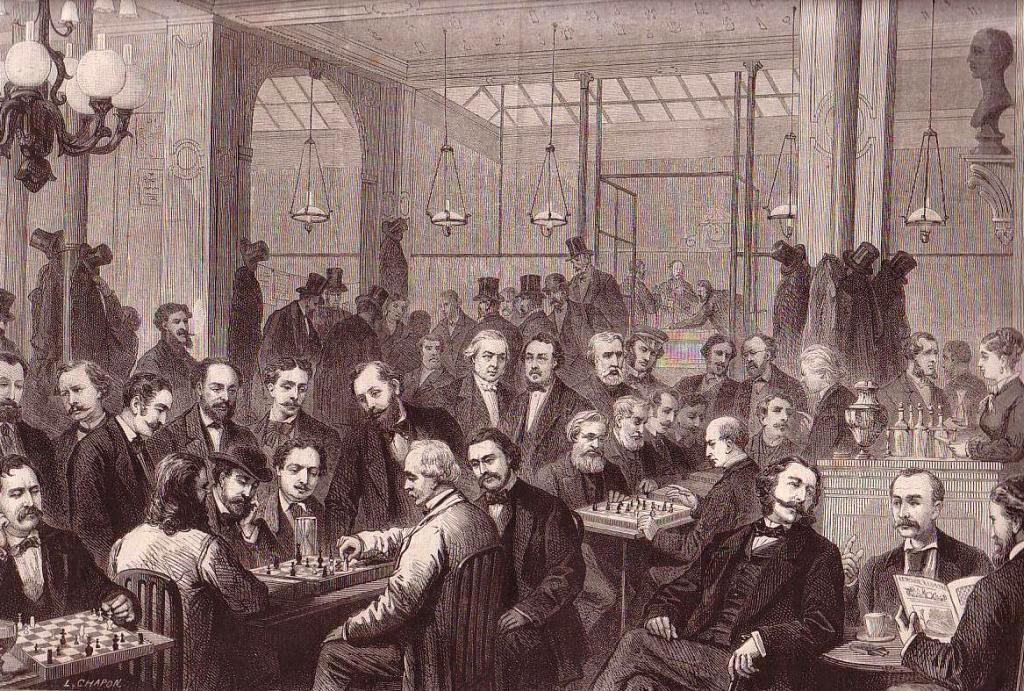
Il Café de la Régence nel 1874

Il café de la Régence è stato un caffè parigino attivo dal 1681 al 1910,  particolarmente frequentato da giocatori di scacchi. 
Fu uno dei primi caffè di Parigi. Fondato nel 1681 col nome di Café de la Place du Palais-Royal, intorno al 1715 gli fu dato il nome di Café de la Régence. Durante la ristrutturazione del Palais-Royal, nel 1815, fu temporaneamente trasferito nell'Hôtel Dodun, in rue de Richelieu. A partire dal 1854 si trasferì al n. 161 di rue Saint-Honoré. L'edificio è ancora esistente e vi si trova l'ufficio marocchino del turismo. 
Verso il 1740 diventa il principale punto di ritrovo per i giocatori di scacchi parigini, che precedentemente frequentavano il Café Procope in rue de l'Ancienne-Comédie. Tra gli habitué del caffè c'erano celebrità come Denis Diderot, Jean-Jacques Rousseau, Philidor, Napoleone Bonaparte, ed anche stranieri come l'ambasciatore americano a Parigi, Benjamin Franklin. Famosi maestri di scacchi come Lionel Kieseritzky, Legall de Kermeur e Daniel Harrwitz lo frequentavano abitualmente come giocatori professionisti.
Diderot ne dà una descrizione nell'opera Le Neveu de Rameau. Durante la rivoluzione Robespierre prese a frequentarlo nei giorni di chiusura del club dei giacobini, suo abituale ritrovo. All'apparizione di tale personaggio il caffè fu praticamente abbandonato dagli scacchisti a favore del Café Militaire, in rue Saint-Honoré. Solo dopo il 9 termidoro la scacchiera torna ad installarsi nel Café de la Régence.

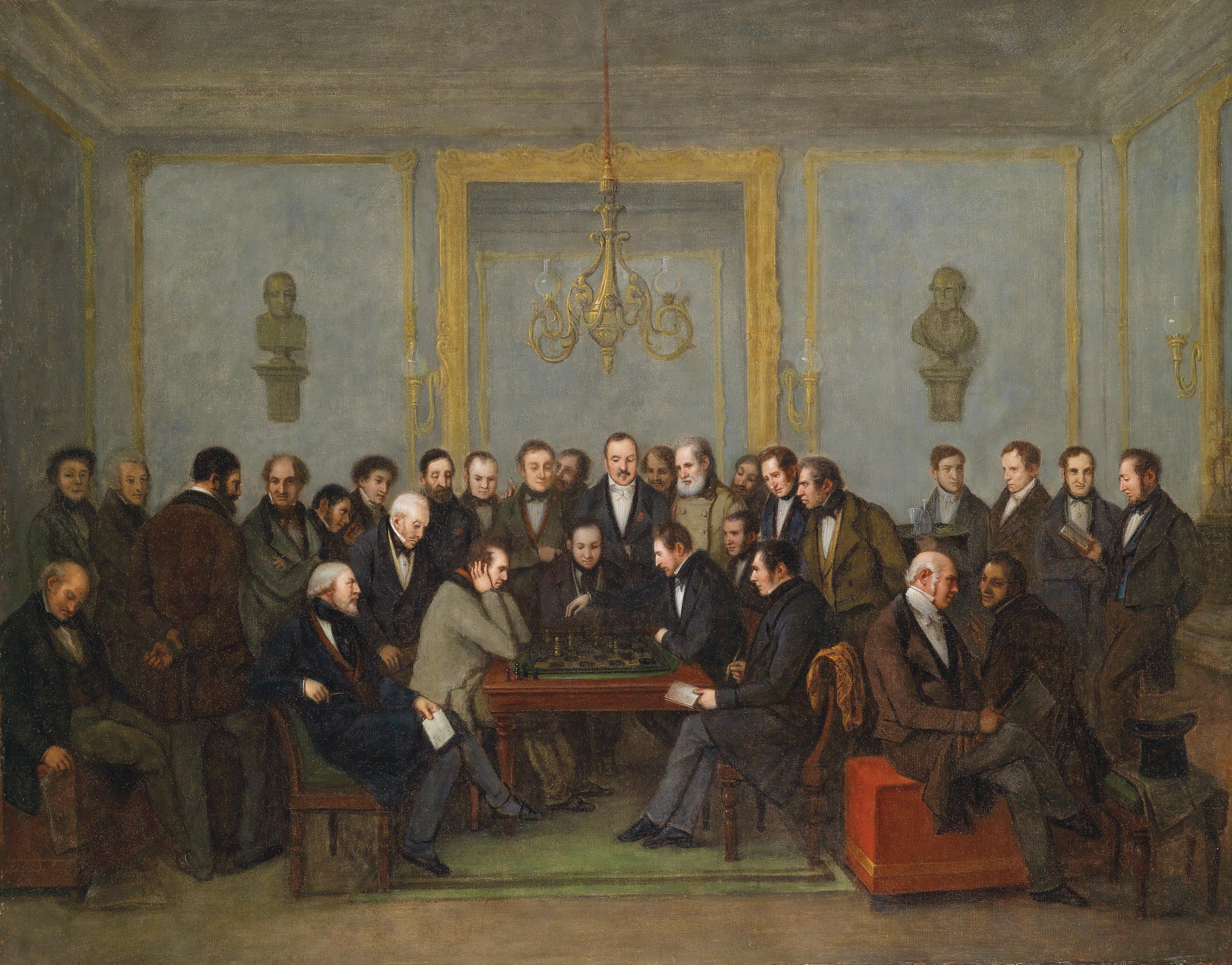
Una partita del match tra Saint-Amant e Staunton in un dipinto di Jean-Henri Marlet

Per molto tempo si poté vedere nei locali del caffè una scacchiera in marmo sulla quale Napoleone, allora semplice cittadino, aveva giocato nel 1798. Oltre agli scacchi, vi si giocava anche a dama ed a biliardo.
Nell'autunno del 1843 fu testimone di una sfida tra i due più forti giocatori di allora, Pierre Saint-Amant e Howard Staunton. Staunton vinse l'incontro con 11 vittorie, 6 sconfitte e 4 patte. Durante la sua tournée in Europa del 1858/1859, Paul Morphy giocò nel caffè un match contro Daniel Harrwitz, vincendo 5 ½ a 2 ½. Tenne anche una simultanea alla cieca su dieci scacchiere, con il risultato di otto vittorie e due patte. 
Nel 1867 vi si giocò il grande torneo di Parigi, vinto da Ignatz von Kolisch davanti a Wilhelm Steinitz e Simon Winawer.
In seguito vi fu un lento ma continuo declino. Nel 1894 divenne la sede per le analisi del match, per corrispondenza, tra il circolo di Parigi e quello di San Pietroburgo, che terminò in parità. Dopo un cambio di gestione, il caffè fu trasformato in un ristorante nel 1910. Nel 1916 gli scacchisti si trasferirono nel Café de l'Univers.